# 同立戦
同立戦（どうりつせん）は、同志社大学と立命館大学とのスポーツ対戦のこと。立命館大学サイドでは立同戦（りつどうせん）と呼ばれている。

## 概要
元々は同志社大学野球部と立命館大学野球部との両校硬式野球部の対戦を指すものであったが、これに端を発し、アイスホッケー、ラグビー、アメリカンフットボールなど他のスポーツ対戦にも用いられることが多い。
硬式野球の同立戦は、毎年春と秋に、関西学生野球連盟のリーグ戦の最終カードの対抗戦として西京極球場（わかさスタジアム京都）で実施される。試合実況は、立命館大学放送局(RBC) によるUSTREAM およびニコニコ生放送によるテレビ放送もあり、学生のみで運営、放送されている（以前はKBS京都での中継もあり）。
大学野球としては珍しくナイターで開催されることが多い（特に春）。またシーズンになると、京都市内の交通機関などに同立戦を知らせるポスターが掲示される。
関関戦（関西大学対関西学院大学）と共に、同リーグ戦の「伝統の一戦」として位置づけられている。
立命館・同志社共に戦前から滑空部があるため、福井空港でグライダー競技会が行われている。

## 歴史
- 1929（昭和4）年、「三大学野球対抗戦（関西大学、同志社大学、京都帝国大学の各野球部が参加」）が開始。
- 1930（昭和5）年、三大学野球対抗戦に、京都五大学野球連盟[3]から離脱した立命館大学の野球部が移籍加盟し四大学野球連盟を結成。これをもって硬式野球における同立戦の始まりとされている。
- 1931（昭和6）年の秋季リーグからは関西学院高等商業学部、神戸商業大学の野球部も加盟[4]し、関西六校野球連盟（後の関西六大学野球連盟）[5]が発足した。

この（旧）関西六大学連盟の発足後に関西圏の大学スポーツ界の人気イベントとしての立場が徐々に高まる。京の二大私学対決として、同立戦（立同戦）は一般市民にも多くのファンを生む人気カードとして京都市民に親しまれた。
戦後も同立戦は京都名物として人気を博し、関関戦と共に関西圏の学生野球対抗戦として最も有名なカードであった。しかし、60年代前半の関西大学野球連合の成立以降、関学や立命館がたびたび旧関西六大学リーグから下部リーグへ転落し、東京六大学野球の早慶戦に匹敵する人気と伝統を持つ同立戦や関関戦が実施できないという状況がしばしば発生した。さらに、プロ野球や他のスポーツの隆盛などにより、時代と共にファン離れも加速した。
また、1986年（昭和61年）に同志社大学の一部が京田辺校地（京都府京田辺市）に移転、1994年（平成5年）には立命館大学も理工学部が、1997年（平成8年）には経済学部、経営学部がBKC（びわこくさつキャンパス、滋賀県草津市）に次々と移転したため、両校学生と西京極球場との物理的時間的距離が拡大した。これにより、現状では学生の同立戦離れも常態化しつつある。

## 同立戦前夜祭
毎年、硬式野球同立戦が組まれる5月（春期）および10月（秋期）に開催される両校応援団主催によるイベントである。全三部から構成され、第一部は両校応援団による演舞競演、第二部は両校吹奏楽部・チアリーダー部による合同ステージ、第三部は応援団に所属する指導部、吹奏楽部、チアリーダー部がそろって試合中の応援を再現する。かつては「円山公園野外音楽堂」で夕刻に開催されていたが、近年では「京都市庁舎前広場」に場所を移し、時間帯も昼間変えて行われている。前夜祭当日は、八坂神社から京都市役所まで約1時間半のパレードも行われる。